# Lois Jeans de Pont-Rouge
Le Lois Jeans de Pont-Rouge est une équipe de hockey sur glace de la Ligue nord-américaine de hockey qui évoluait à Pont-Rouge (Québec).

## Historique
Il y a eu du hockey de la Ligue de hockey semi-professionnelle du Québec à Pont-Rouge entre 1996 et 2004, alors que l’équipe a portée le nom du Grand Portneuf de Pont-Rouge de 1996 à 2001 et du Caron & Guay de Pont-Rouge de 2001 à 2004.
À l’été 2008, après quelques années d’absence, le hockey de la Ligue Nord-Américaine de Hockey fait son retour à Pont-Rouge, alors que le Radio X de Québec est vendu et transféré à Pont-Rouge pour être rebaptisé le Lois Jeans.
Lors de la saison 2008-2009, sa première dans la Ligue Nord-Américaine de Hockey, le Lois Jeans de Pont-Rouge a été l’équipe championne de la saison régulière et des séries éliminatoires.
En séries, le Lois Jeans a gagné des séries contre le 98,3 FM de Saguenay, le Caron et Guay de Trois-Rivières et l’Isothermic de Thetford Mines, pour ainsi remporter la Coupe Futura en six matchs.
La saison 2009-2010, est cependant beaucoup plus difficile pour l’équipe. En 36 matchs, l’équipe a récolté seulement 11 victoires, avant d’être exclu des activités de la ligue le 11 février 2010. Si elle voulait rester dans la ligue, l’équipe devait payer une amende à la ligue pour avoir contournée le plafond salarial, ce qui n’a pas été fait.
Le 4 février 2010, un joueur de l'équipe, Curtis Tidball, a été arrêté par des policiers de la Sûreté du Québec et fait face à des accusations de voies de fait causant des lésions corporelles pour une attaque contre un joueur du CIMT de Rivière-du-Loup. L'attaque est survenue à la dernière seconde d'un match disputé le 16 janvier précédent. La victime a souffert d'une commotion cérébrale.
Au printemps 2010, la liste de joueurs qui appartenait au Lois Jeans a été donnée à la nouvelle formation de la ligue le GCI de Sorel-Tracy.

### Saisons dans la LNAH
| Saison    | PJ | V  | D  | DP | DF | Pts | BP  | BC  | Classement | Séries éliminatoires        |
| --------- | -- | -- | -- | -- | -- | --- | --- | --- | ---------- | --------------------------- |
| 2009-2010 | 36 | 11 | 22 | 1  | 2  | 21  | 141 | 176 | 7e place   | Ne participe pas aux séries |
| 2008-2009 | 44 | 30 | 10 | 1  | 3  | 64  | 208 | 147 | 1re place  | Remporte la Coupe Futura    |

Note: PJ : parties jouées, V : victoires, D : défaites, DP : défaite en prolongation, DF : défaite en fusillade, Pts : Points, BP : buts pour, BC : buts contre, Pun : minutes de pénalité

### Référence
1. ↑  « Le Lois Jeans exclu de la ligue »(Archive.org • Wikiwix • Archive.is • Google • Que faire ?)
2. ↑  Marc Larouche, « Hockey: un joueur du semi-pro arrêté pour voies de fait », Cyberpresse, 5 février 2010
3. ↑  (en) Statistiques du Radio X sur www.hockeydb.com